# 広島市教育委員会
広島市教育委員会（ひろしましきょういくいいんかい）は、広島県広島市中区国泰寺町1丁目4番21号に拠点を置く、広島市の組織。広島市内の教育に関連した調査などを行う行政委員会である。

## 概要
組織は総務部・学校教育部に分かれており、それぞれの部門には総務課・施設課・学事課・健康教育課・教職員課・指導課ほか、業務によって課などに分けられている。教育委員会会議の開催のほか、いじめへの対策として意識調査を実施、さらに学校の合併や新設などを行っている。